# パキメ

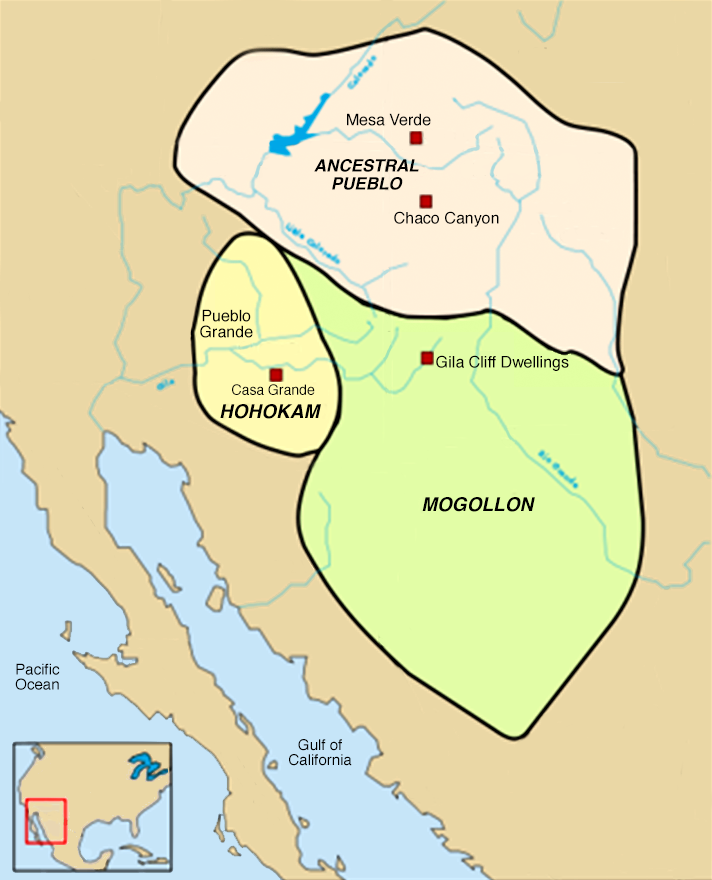
米国からメキシコにかけての主な先史時代の文化圏

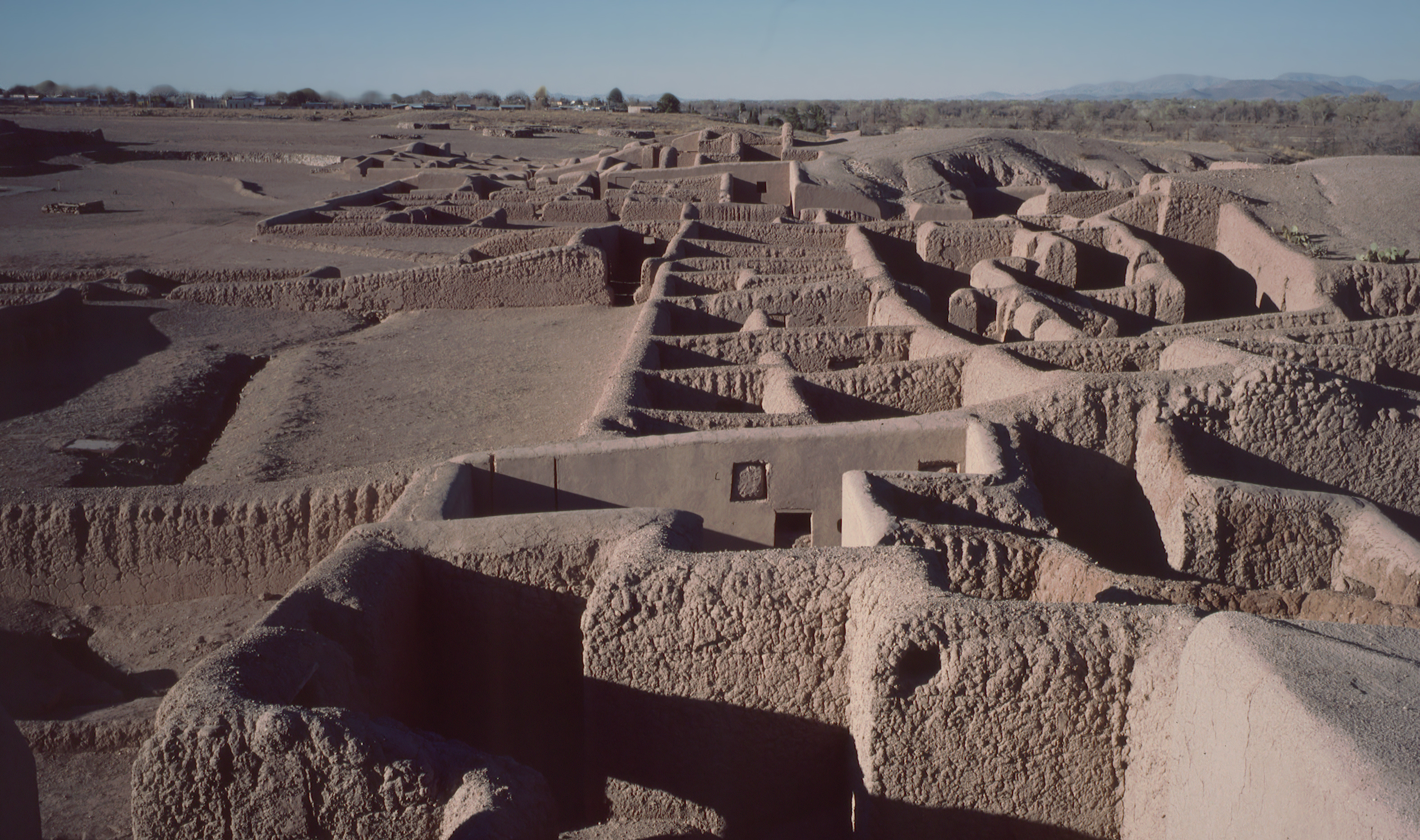
アドべでできた区画状建造物

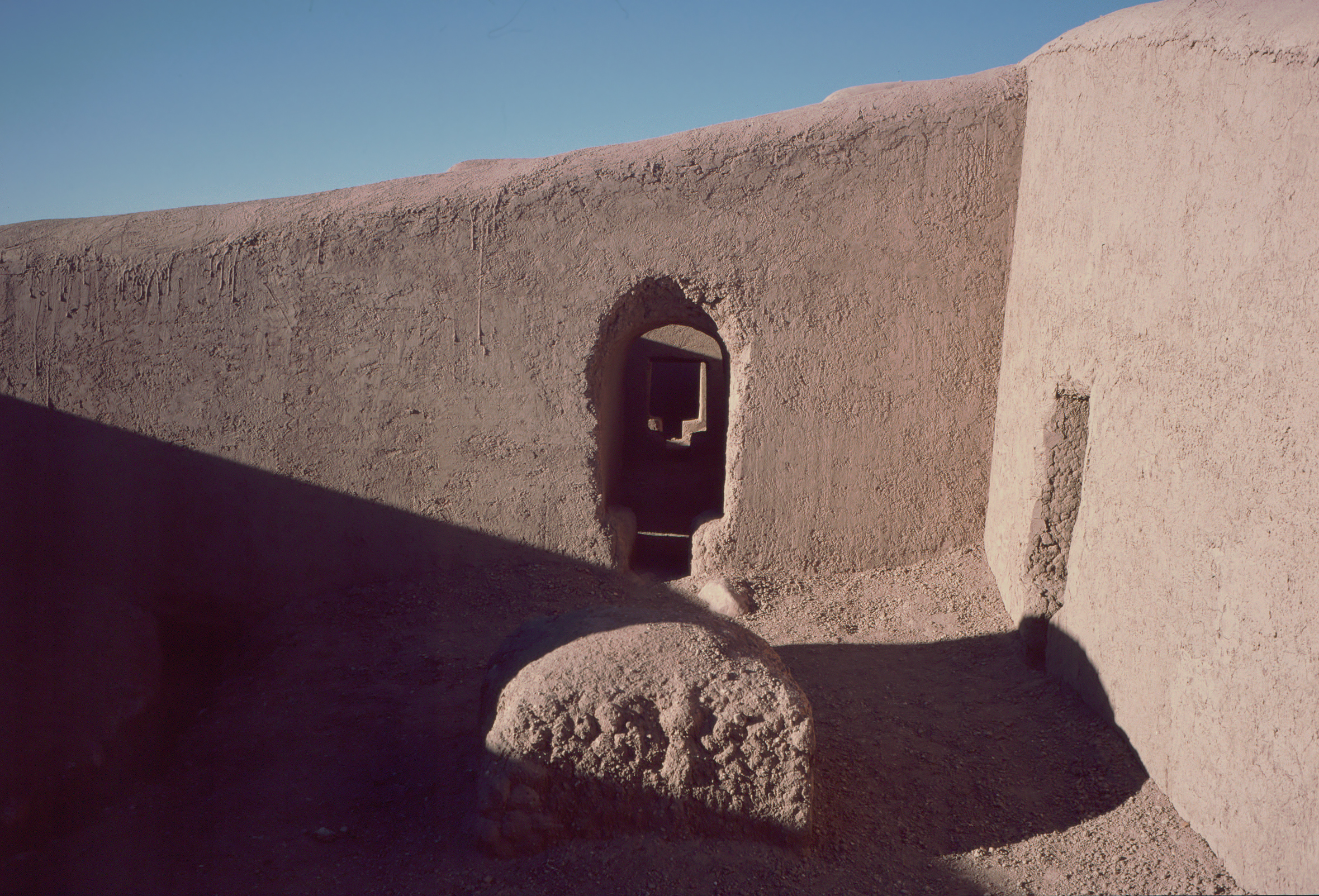
T字型の入り口

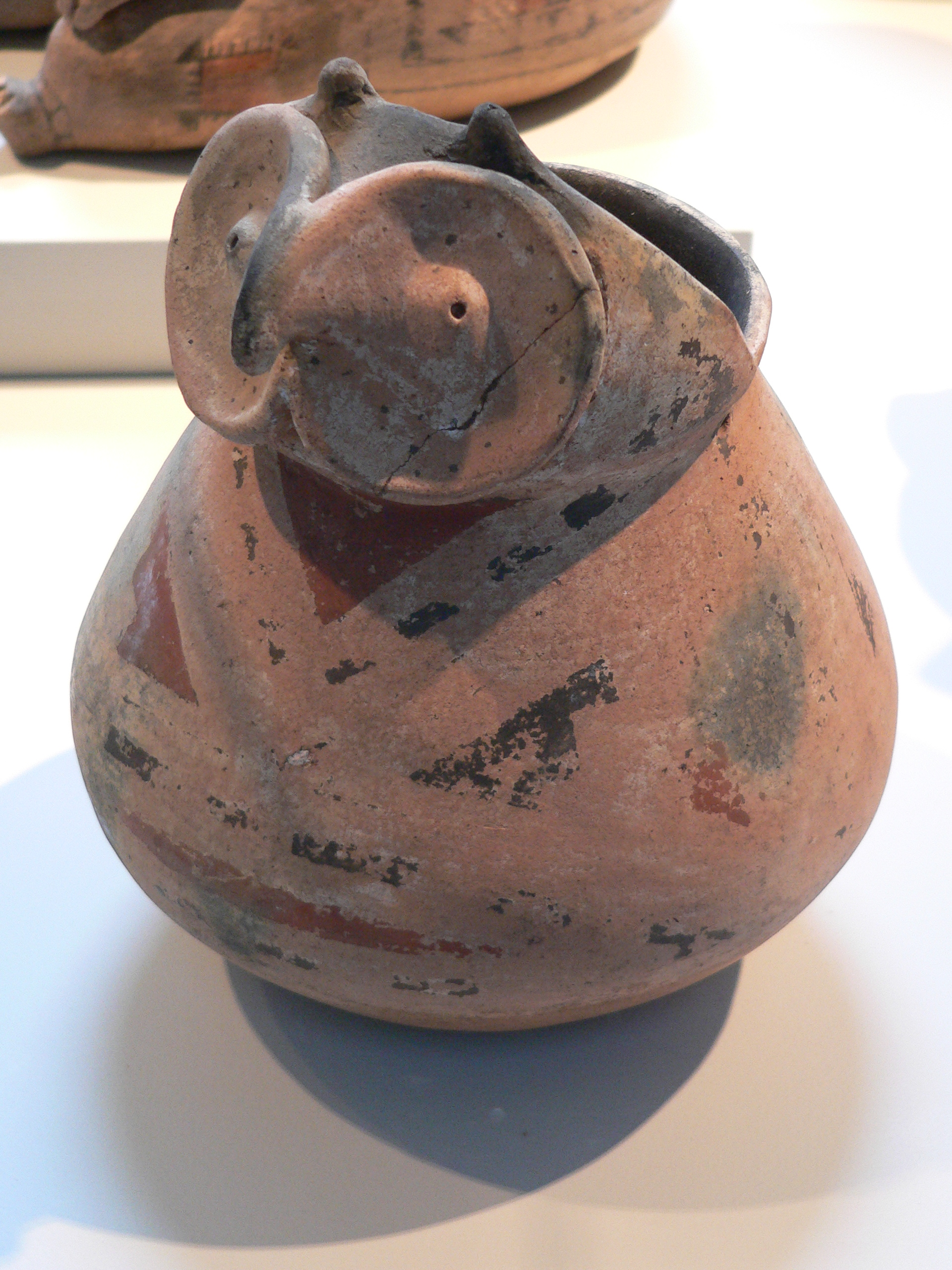
パキメ出土のフクロウ形象多彩色壺。A.D.1280-1450頃。スタンフォード大学蔵。

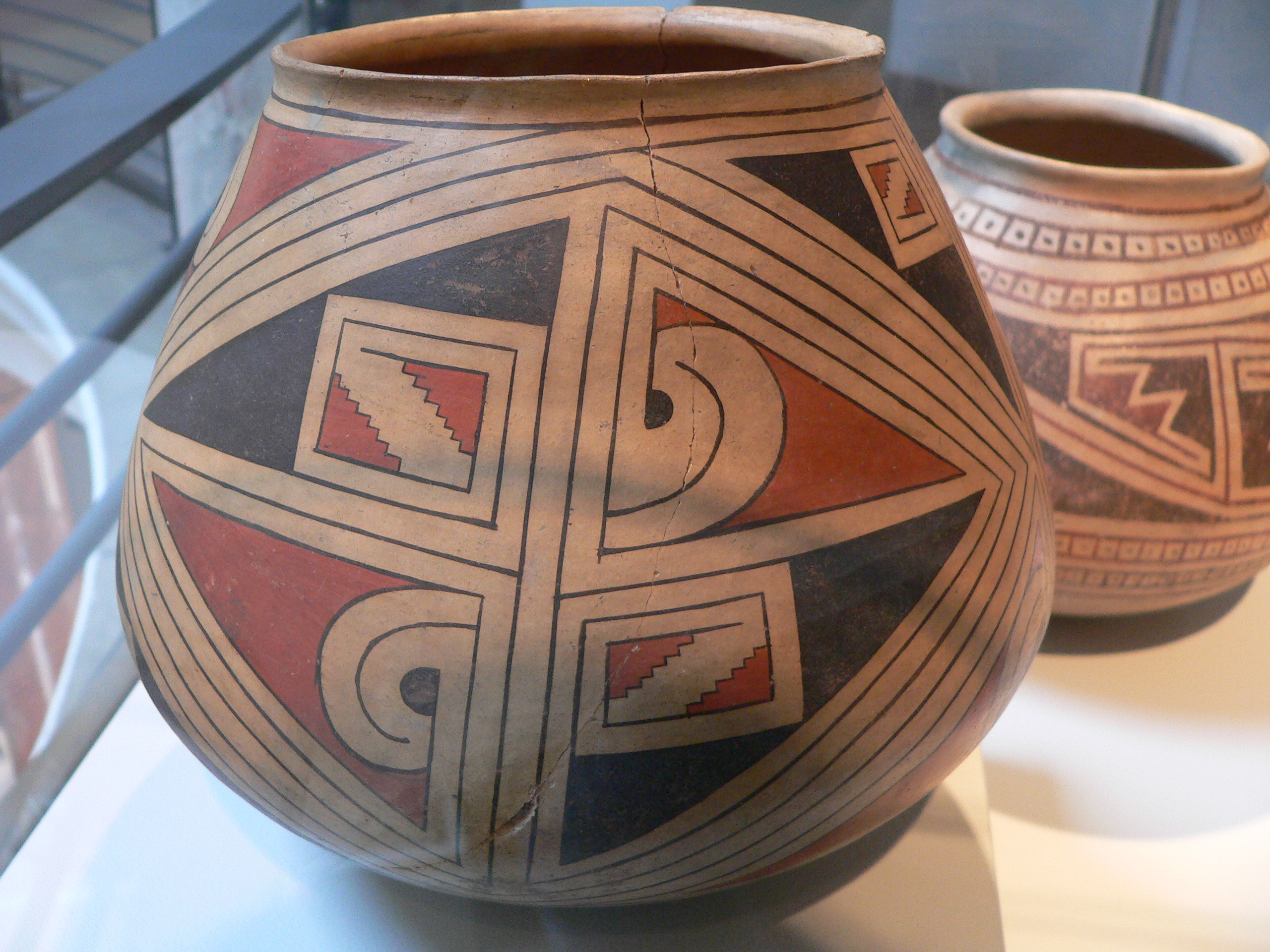
パキメ出土の「ラモス(Ramos)多彩色」(A.D.1280-1450)の幾何学文無頸壺。スタンフォード大学蔵。

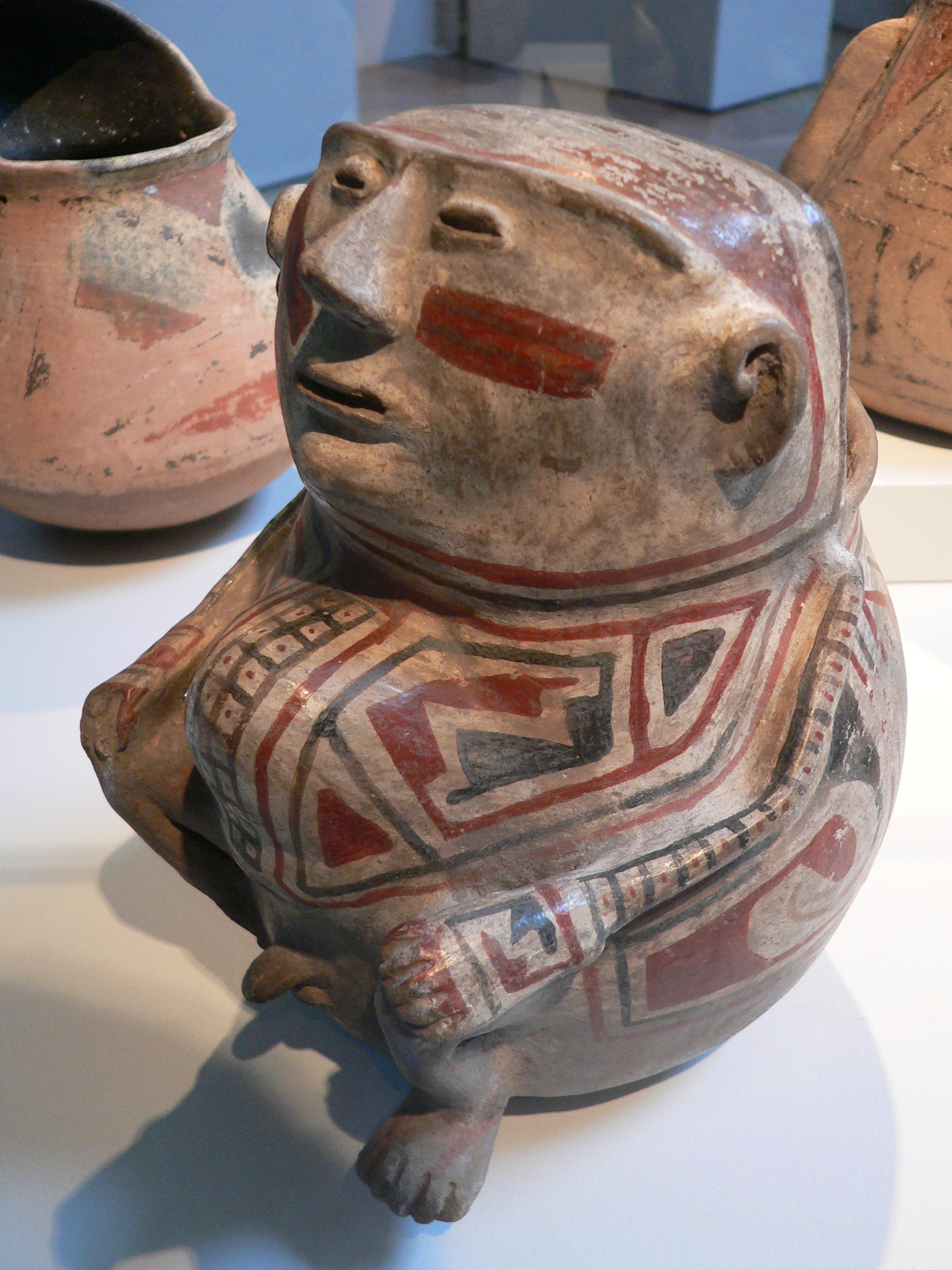
パキメ出土の多彩色人物形象壺。スタンフォード大学蔵。

パキメ (Paquimé) は、メキシコ北東部、チワワ州に残る先コロンブス期の考古遺跡である。州都チワワの北西約240 km、ハノス (Janos) の南約56 km の、カサス・グランデス川沿いの開けた肥沃な渓谷に位置し、州北西部の考古遺跡地帯の中では特に重要なものの一つと見なされている。北米のプエブロ文化とメソアメリカの先住民文化の交流を証明する点などに価値があり、1998年にはUNESCOの世界遺産リストに登録された。
スペイン語で「大きな家々」を意味するカサス・グランデスという名でも呼ばれるが、そちらは現在では所在地の地方自治体、カサス・グランデス市 (Casas Grandes) の名前にも使われている。この市は、近隣のより大きな自治体ヌエボ・カサス・グランデス (Nuevo Casas Grandes) とは別のものである。

## 歴史
一帯に人が住むようになったのは、8世紀頃と推測されている。このころに現在の米国ニューメキシコ州の辺りに住んでいたモゴヨン人 (Mogollon people) が南下してきたのである。時期区分はいくつかあるが、11世紀半ばか12世紀半ば頃までは、アドベ（日干しレンガ）を使った草葺き屋根の竪穴建物で暮らしていた。この時期は「ブエナ・フェ相」とも呼ばれる。
それ以降、14世紀頃までに集落は飛躍的に拡大し、建築様式も劇的に変化した。この時期は「パキメ相」とも呼ばれる。アドベを使ったアパートのような区画割された建物群が建てられるようになった。屋根には松の板や泥を使ったものになり、壁は白く塗られるか彩色されるかして仕上げられるようになった。
入り口は頭でっかちなT字型（棒付きアイスのような形、右の画像参照）で、下端が上端よりも細く狭まっている。この奇妙な形は外敵の侵入を警戒した結果とされている。
最大の集落は今日パキメないしカサス・グランデスとして知られている。それは最初、広場を備えて周囲を壁でめぐらせた20かそれ以上の建物群 (house clusters) のグループとして始まった。これらの一階建てのアドベの建物には、共同の水利システムが存在していた。考古学的知見に基づき、パキメには地下の下水道、貯水庫、各戸向けの水路、汚水システムなどを含む複雑な水利システムが備わっていたことが明らかになっている。
この頃のパキメはトルコ石、塩、銅、陶器などの交易を大規模に行っていたと推測されている。アドベの建築物は北米のプエブロ文化との共通性を感じさせるものであり、よく似た遺跡は、米国ニューメキシコ州のヒラ (Gila) やサリナス・プエブロ (Salinas) 近郊のほか、コロラド州にも残っており、いずれもモゴヨン文化 (Mogollon culture) の文化グループに属するものである。他方で、I字型のメソアメリカ式の球戯場 (Mesoamerican ballcourts)やケツアルコアトルの図像なども見付かっており、幅広い文化的影響が反映されている。特殊な工芸としては、銅製の鐘や装飾品、海の貝類に由来するビーズ製品、陶器などが挙げられる。
それらをつくる技術は、広範な交易網を通じて広まった。パキメの遺跡にはいくつかのあだ名がついた部屋があるが、「井戸の部屋」では大量の貝殻が、「かまどの部屋」ではメスカルの製造跡が見付かっており、グアテマラのコンゴウインコの羽などとともに、広範な交易網の存在を裏付けている。「コンゴウインコの部屋」では、122羽もの鳥の骨が埋葬されていた。
パキメの陶器は白ないし赤みを帯びた表面で、青、赤、茶、黒などの彩色がなされており、現在の同じ地域の陶器よりも優れているものも見られる。容器類は、しばしば彩色された人物を象ったものになっている。パキメの陶器は、メキシコ北部で広く取引されただけでなく、現在の米国ニューメキシコ州やアリゾナ州に当たる地域でも取引された。パキメの陶器に関する大規模なコレクションは、現在、米国ユタ州のブリガム・ヤング大学の人間文化博物館 (Museum of Peoples and Cultures) が保有している。
その最盛期は14世紀から15世紀初頭と推測され、その頃には1万人の人口を擁していたと考えられているが、その後急速に衰えていき、入植したスペイン人たちも、一帯については小さな農業集落の存在に触れているに過ぎない。
学術的な発掘は1920年代に始まったが、本格的になるのは1950年代末以降のことである。世界遺産に登録された1998年の時点では、まだ全体の20%が発掘されているに過ぎなかった。
パキメの考古遺跡は1972年の文化財保護法で保護され、1992年には「パキメ考古遺跡地域」(the Archaeological Monuments Zone of Paquimé) という保護区域が設定された。

## 世界遺産

### 登録経緯
メキシコ政府はこの物件を当初世界遺産の暫定リストに掲載しない状態で、1989年に推薦した。これに対してICOMOSは、暫定リストに掲載されていないことや比較研究の不足を理由として、1991年5月に「登録延期」を勧告した。
その後、メキシコ政府は1997年6月付で推薦書を再提出した。これに対するICOMOSの勧告は「登録」で、1998年の第22回世界遺産委員会（京都）で正式に登録された。

### 登録基準
この世界遺産は世界遺産登録基準のうち、以下の条件を満たし、登録された（以下の基準は世界遺産センター公表の登録基準からの翻訳、引用である）。
- (3) 現存するまたは消滅した文化的伝統または文明の、唯一のまたは少なくとも稀な証拠。
- (4) 人類の歴史上重要な時代を例証する建築様式、建築物群、技術の集積または景観の優れた例。

具体的には、基準 (3) は北米から中米にかけて、先コロンブス期に展開されていた文化的交流や交易に関する優れた例証である点が評価されたもので、基準 (4) は北米におけるアドベ建築の発展形態をとどめるだけでなく、メソアメリカの建築様式との混交が見られる点が評価された。
メキシコ政府は基準 (2) と (5) の適用も申請していたが、これらはICOMOSの勧告の段階で否定されていた。なお、基準 (5) の適用を巡っては、世界遺産委員会の場で委員国から可能かどうかという疑問が呈された。基準 (5) は以下の通りである。
- (5) ある文化（または複数の文化）を代表する伝統的集落、あるいは陸上ないし海上利用の際立った例。もしくは特に不可逆的な変化の中で存続が危ぶまれている人と環境の関わりあいの際立った例。

これについては、伝統的生活が現存していることが条件であって、すでに放棄された集落であるパキメには適用できないという認識がICOMOSから示された。

### 登録名
この物件の正式登録名は Archaeological Zone of Paquimé, Casas Grandes （英語）/ Zone archéologique de Paquimé, Casas Grandes （フランス語）である。その日本語訳は、文献によって以下のような揺れがある。
- パキメの遺跡、カサス・グランデス（日本ユネスコ協会連盟[15]）
- パキメとカサス・グランデスの考古遺跡（長谷川悦夫[16]）
- カサス・グランデスのパキメ考古学地域（『世界遺産の旅』[17]）
- カサス・グランデスのパキメ遺跡地区（青柳正規[18]）
- パキメの遺跡（世界遺産アカデミー[19]）
- カサス・グランデスのパキメの考古学地域（古田陽久[20]）
- カサス・グランデスのパキメ遺跡地帯（『なるほど知図帳 世界2010』[21]）